# Centre Hastings
Centre Hastings es un municipio canadiense situado en la provincia de Ontario.

## Superficie
Centre Hastings tiene una superficie de 222,79 km².

## Demografía
En 2021, tenía 4801 habitantes, una densidad poblacional de 21,5 hab./km², y 2180 viviendas.